# 8540 Ardeberg
A 8540 Ardeberg (ideiglenes jelöléssel 1993 FK80) a Naprendszer kisbolygóövében található aszteroida. Az UESAC program keretében fedezték fel 1993. március 17-én.